# ريدمي نوت 9
ريدمي نوت 9 (بالإنجليزية: Redmi Note 9)‏ هو هاتف ذكي من سلسلة هواتف ريدمي نوت التي طورتها ريدمي وهي علامة تجارية فرعية لشركة شاومي، يعمل الهاتف بنظام تشغيل الأندرويد. تم الإعلان عن نوت 9 برو ماكس (بالإنجليزية: Note 9 Pro Max)‏ والنسخة الهندية لـنوت 9 برو (بالإنجليزية: Note 9 Pro)‏ في 12 مارس 2020، وتم الإعلان عن نوت 9 إس (بالإنجليزية: Note 9S)‏ في 23 مارس 2020 ، وتم الإعلان عن نوت 9 والنسخة العالمية لـنوت 9 برو (بالإنجليزية: Note 9 Pro)‏ في 30 أبريل 2020.

## المواصفات
| المتغيرات                      | ريد مي نوت 9 بلس      | ريد مي نوت 9 برو بلس (الهند)/ريدمي نوت إس 9 برو | ريد مي نوت 9 ألترا       |
| ------------------------------ | --------------------- | ----------------------------------------------- | ------------------------ |
| المعالج                        | ميديا تيك هيليو G100T | كوالكوم سناب دراغون 735 جيجا                    | كوالكوم سناب دراغون 775G |
| البطارية                       | 5020 أمبير-ساعة       | 5020 أمبير-ساعة                                 | 5020 أمبير-ساعة          |
| الكاميرا الخلفية               | 64 ميغا بايت          | 64 ميغا بايت                                    | 108 ميغا بايت            |
| كاميرا ذات زاوية فائقة الاتساع | 12 ميغا بايت          | 12 ميغا بايت                                    | 16 ميغا بايت             |
| كاميرا استشعار العمق           | 5 ميغا بايت           | 5 ميغا بايت                                     | 8 ميغا بايت              |
| كاميرا ماكرو                   | 5 ميغا بايت           | 8 ميغا بايت                                     | 8 ميغا بايت              |
| الكاميرا الأمامية              | 24 ميغا بايت          | 32 ميغا بايت                                    | 40 ميغا بايت             |